# Andreas Loverdos

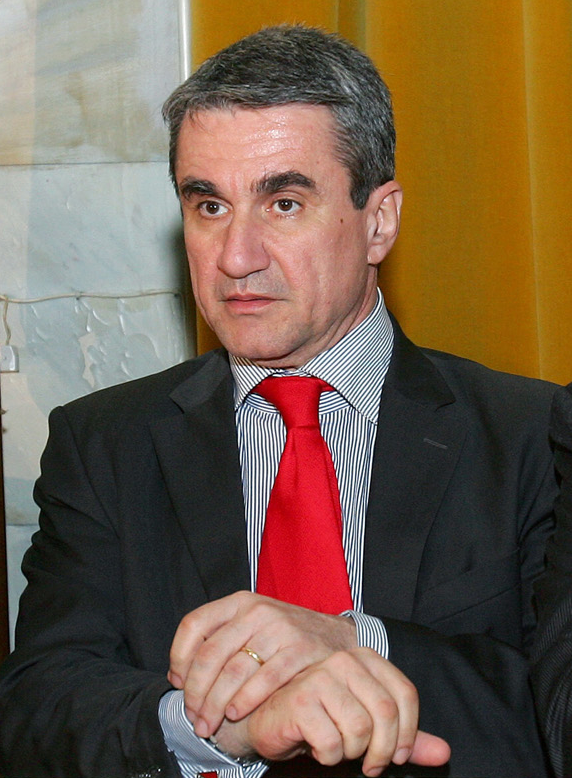
Andreas Loverdos (2011)

Andreas Loverdos (griechisch Ανδρέας Λοβέρδος, * 15. Mai 1956 in Patras) ist ein griechischer Politiker. Im Kabinett Papandreou war er Arbeitsminister und später Gesundheitsminister sowie zuletzt im Kabinett Samaras Bildungsminister.
Loverdos studierte 1973 bis 1978 Rechtswissenschaften an der Aristoteles-Universität Thessaloniki und absolvierte anschließend ein Aufbaustudium in Europarecht am Institut für Europäische Studien der Universität Brüssel. Nach einem Praktikum bei der Europäischen Gemeinschaft und Promotion 1986 an der Aristoteles-Universität Thessaloniki (Politische Verbrechen und Terrorismus) sowie Forschungsaufenthalten an der Freien Universität Brüssel, der London School of Economics und der Boston University war er als Assistenzprofessor für Verfassungsrecht an der Pantion-Universität Athen und als Rechtsanwalt am Obersten Gerichtshof tätig.
Andreas Loverdos war lange Jahre Mitglied der PASOK. Er wurde zum ersten Mal im Jahr 2000 als Abgeordneter in das Parlament gewählt. Er diente von Januar 2002 bis März 2004 der Regierung von Konstantinos Simitis als Staatssekretär im Außenministerium.
Nach dem Wahlsieg der PASOK bei den Parlamentswahlen 2009 berief ihn der neue Ministerpräsident Giorgos Papandreou als Arbeitsminister in sein Kabinett. Bei der Kabinettsumbildung am 7. September 2010 wechselte er ins Gesundheitsministerium.
Am 3. Dezember 2012 wandte sich Loverdos von der PASOK, die die Austeritätspolitik der Regierung Samaras mittrug, ab und gründete die Rizospastiki Kinisi Sosialdimokratikis Symmachias (RIKSSY) (Radikale Bewegung der sozialdemokratischen Allianz). Daraufhin wurde er aus der Parlamentsfraktion der PASOK ausgeschlossen. Aus der RIKSSY ging mittlerweile die Symfonia gia tin nea Ellada (S.N.EL) (Συμφωνία για τη Νέα Ελλάδα) hervor, deren Vorsitzender Loverdos ist. Ende August 2014 schloss sich Loverdos der PASOK-Fraktion im griechischen Parlament an, ohne seine neue Partei SNEL aufzulösen. Nach der Europawahl 2014 war er im Kabinett Samaras bis zum 26. Januar 2015 Bildungsminister.